# Friedrich Horn (Theologe)
Friedrich Carl Horn, auch Fritz Horn, (* 9. Mai 1875 in Orsoy, heute zu Rheinberg; † 23. Juni 1957 in Moers) war ein deutscher evangelischer Theologe.

## Leben
Friedrich Horn war der Sohn aus der Ehe von Dietrich Horn und Helene geb. Rueping. Dietrich Horn war Rektor der Evangelischen Präparandenanstalt in Orsoy. Nach dem Abitur studierte er Evangelische Theologie an der Rheinischen Friedrich-Wilhelms-Universität Bonn und der Friedrich-Wilhelms-Universität zu Berlin und legte 1897 und 1898 seine theologischen Prüfungen ab. Danach arbeitete er als Lehrer an der vom Vater geleiteten Präparandenanstalt. 1905 ging er als Hilfsprediger in die Gemeinde Laar und wurde am 24. Dezember 1905 ordiniert. Am 12. Juli 1906 wurde er als Nachfolger von Heinrich Forsthoff Pfarrer der Gemeinde, wo er bis zu seiner Emeritierung 1945 blieb. Er war Superintendent in Duisburg von 1931 bis 1945 und zudem ab 1935 als Präses der Rheinischen Provinzialsynode tätig.
Fritz Horn war seit 1900 mit Mia geb. Schack (1876–1948) verheiratet. Aus der Ehe stammten 12 Kinder, darunter Helene Horn, die mit Heinrich Höhler, Pastor und Superintendent in Wuppertal-Elberfeld verheiratet war. Diese sind die Eltern der Literaturwissenschaftlerin Gertrud Höhler.

## Wirken
Horn war Herausgeber des Korrespondenz-Blattes der Freunde des Heidelberger Katechismus, Anhänger der Theologie Kohlbrügges und langjähriger Freund Karl Barths, der sich durch Horns vermeintlich indifferente Haltung zum Nationalsozialismus dann aber wie auch Horns Schüler Alfred de Quervain, Pastor der niederländisch-reformierten Gemeinde in Wuppertal, zum Bruch der Beziehung genötigt sah.
Streitpunkt war der von Horn als so genannte Rheinische Arbeitsgemeinschaft gegründete Ordnungsblock, mit dem er und seine Anhänger versuchten, in dem schwelenden Streit zwischen Bekennender Kirche und Deutschen Christen eine neutrale Position einzunehmen. Der führende Kopf der Deutschen Christen im Rheinland war Horns Amtsvorgänger in Laar, Propst Heinrich Forsthoff. Horn versuchte von dieser Warte aus auch zwischen beiden Lagern zu vermitteln und den drohenden Bruch innerhalb der Rheinischen Provinzialkirche so zu vermeiden.